# Опиоид
Опиоидите са вещества, които се свързват към опиоидните рецептори на тялото, разположени предимно в централната нервна система и стомашно-чревния тракт. Опиоидите, произлизащи от афионите на растението сънотворен мак, се наричат още опиати.
Ефектът на опиоидите върху тялото е аналгетичен и седативен, и се изразява в потискане на дишането и центъра на кашлицата, като се потиска и чревната перисталтика. Опиоидите се използват широко в медицината като силен аналгетик. Възможността да предизвикват еуфория обуславя рекреационното им използване, което може да доведе до зависимост и абстиненция.

## История
Опиумът е познат на човека още от древността и има повече от 4000 години давност. В Минойската цивилизация е почитана богиня, увенчана с корона от макови клонки. От по-ново време центрове за отглеждане на опиумен мак, са открити недалеч от Коринт (днес Гърция) и Афионкарахисар (днешна Турция). От тези центрове, отглеждането на опиумен мак се е разпространило на изток. До средата на XVII век опиумът се употребява изключително за болка (за разлика от днешната му наркотична употреба).
Пушенето на опиум за развлекателни цели е широко разпространено в Китай през втората половина на XVII век. От края на XVIII век Британската източноиндийска компания, като се възползва от монополното си положение и привилегии, внася огромни количества опиум в Китай, което впоследствие води до избухването на две опиумни войни през 19 век между Великобритания и Франция, от една страна, и Поднебесната империя, от друга.
През 1804 г. немският химик Фридрих Сертюрнер е първият, който извлича от опиума активната му съставка, която той нарича „морфием“ (името морфин е наложено от Гей-Люсак). През 1898 г. в медицинската практика навлизат етилморфинът и хероинът, полусинтетични производни на морфина. Първият напълно синтетичен опиат – петидин (меперидин) е синтезиран в Германия през 1937 г., след което малко по-късно е синтезиран и метадонът. фентанилът е синтезиран за първи път в Белгия в края на 50-те години на XX век.

## Класификация

### По произход
- с растителен произход – алкалоиди на опиумния мак: морфин, кодеин, тебаин;
- други природни опиоиди: митрагинин, салвинорин А;
- полусинтетични: етилморфин, дихидроксикодеинон, хидроморфон, хероин и др.
- синтетични: трамадол, метадон, фентанил и др.
- ендогенни (изработвани от самия организъм): енкефалин, ендорфин, динорфин, ендоморфин, ноцицептин.

### По действие
- пълни агонисти: морфин, хероин, хидроморфон, оксиморфон, метадон, меперидин, фентанил, алфентанил, суфентанил, ремифентанил, леворфанол, оксикодон;
- частични агонисти: кодеин, оксикодон, хидрокодон, пропоксифен, дифеноксилат;
- агонисти-антагонисти със смесено действие: бупренорфин, налбуфин, буторфанол, пентазоцин, налорфин (явяват се агонисти или частични агонисти към един тип опиоидни рецептори и антагонисти към други);
- антагонисти: налоксон, налтрексон, налмефен.